# Aka-dake (Yatsugatake)
Der Aka-dake (赤岳) ist ein 2899 m hoher Schichtvulkan in Japan auf der Grenze zwischen den Präfekturen Yamanashi und Nagano. Er hat den höchsten Gipfel innerhalb des vulkanreichen Bergmassivs Yatsugatake und liegt im Zentrum des Yatsugatake-Chūshin-Kōgen-Quasi-Nationalparks.

## Lage
| Bild | Name         | Japanisch | Höhe (m) | von Aka-dake aus Distanz (km) und Richtung | Anmerkungen                                                                                  |
| ---- | ------------ | --------- | -------- | ------------------------------------------ | -------------------------------------------------------------------------------------------- |
|      | Iō-dake      | 硫黄岳    | 2760     | 3,1 nach Norden                            |                                                                                              |
|      | Yoko-dake    | 横岳      | 2830     | 1,6 nach Norden                            |                                                                                              |
|      | Amida-dake   | 阿弥陀岳  | 2805     | 1,0 nach Westen                            |                                                                                              |
|      | Naka-dake    | 中岳      | 2700     | 0,5 nach Westen                            | zwischen Aka-dake und Amida-dake                                                             |
|      | Aka-dake     | 赤岳      | 2899.17  | 0                                          | höchster Gipfel des Yatsugatake-Bergmassivs in der Liste der 100 berühmten japanischen Berge |
|      | Kongen-dake  | 権現岳    | 2715     | 2,5 nach Südsüdwesten                      |                                                                                              |
|      | Amigasa-yama | 編笠山    | 2523.72  | 3,9 nach Südwesten                         | Südspitze des Yatsugatake-Bergmassivs                                                        |

## Galerie

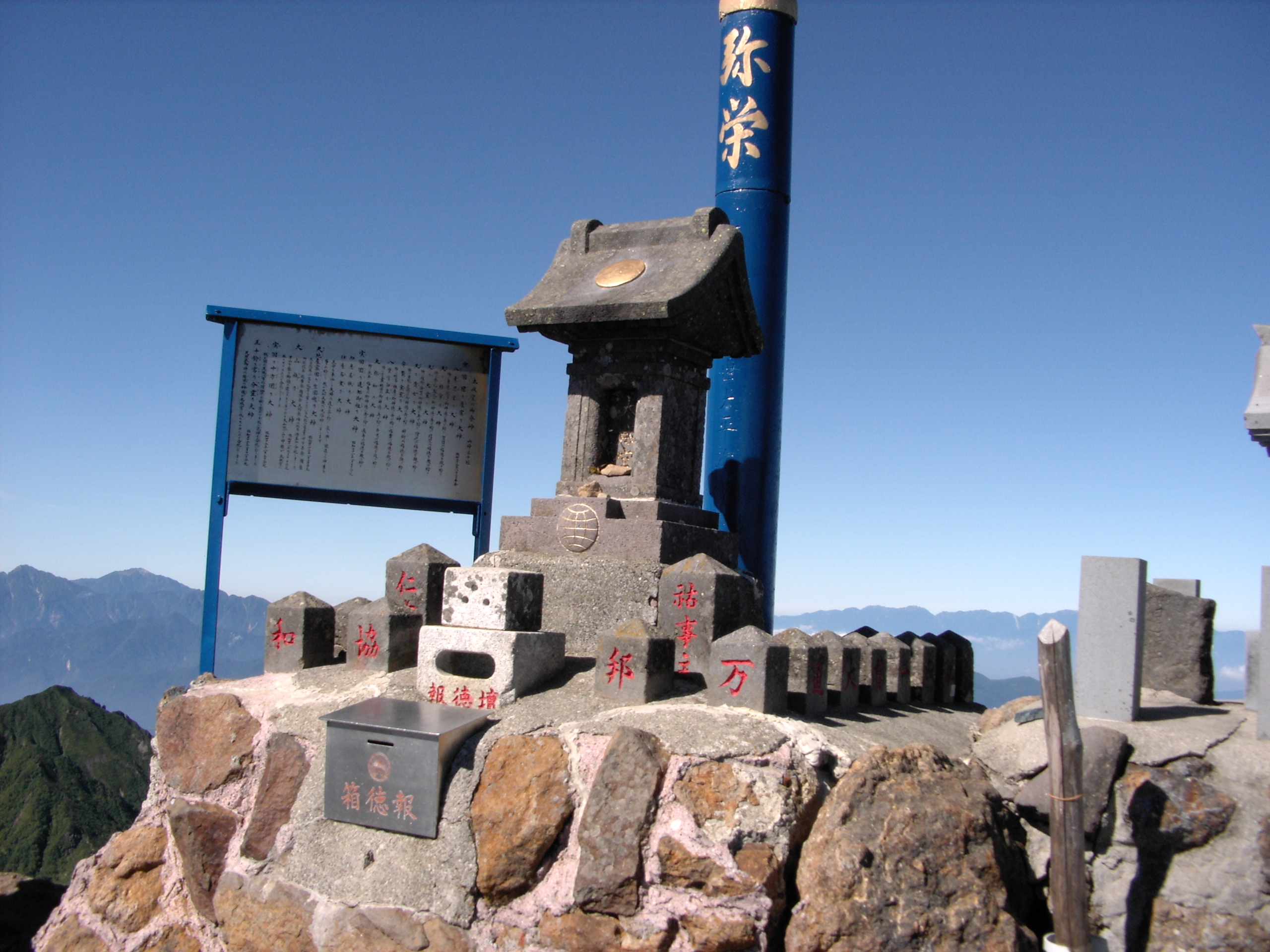
Schrein am Gipfel
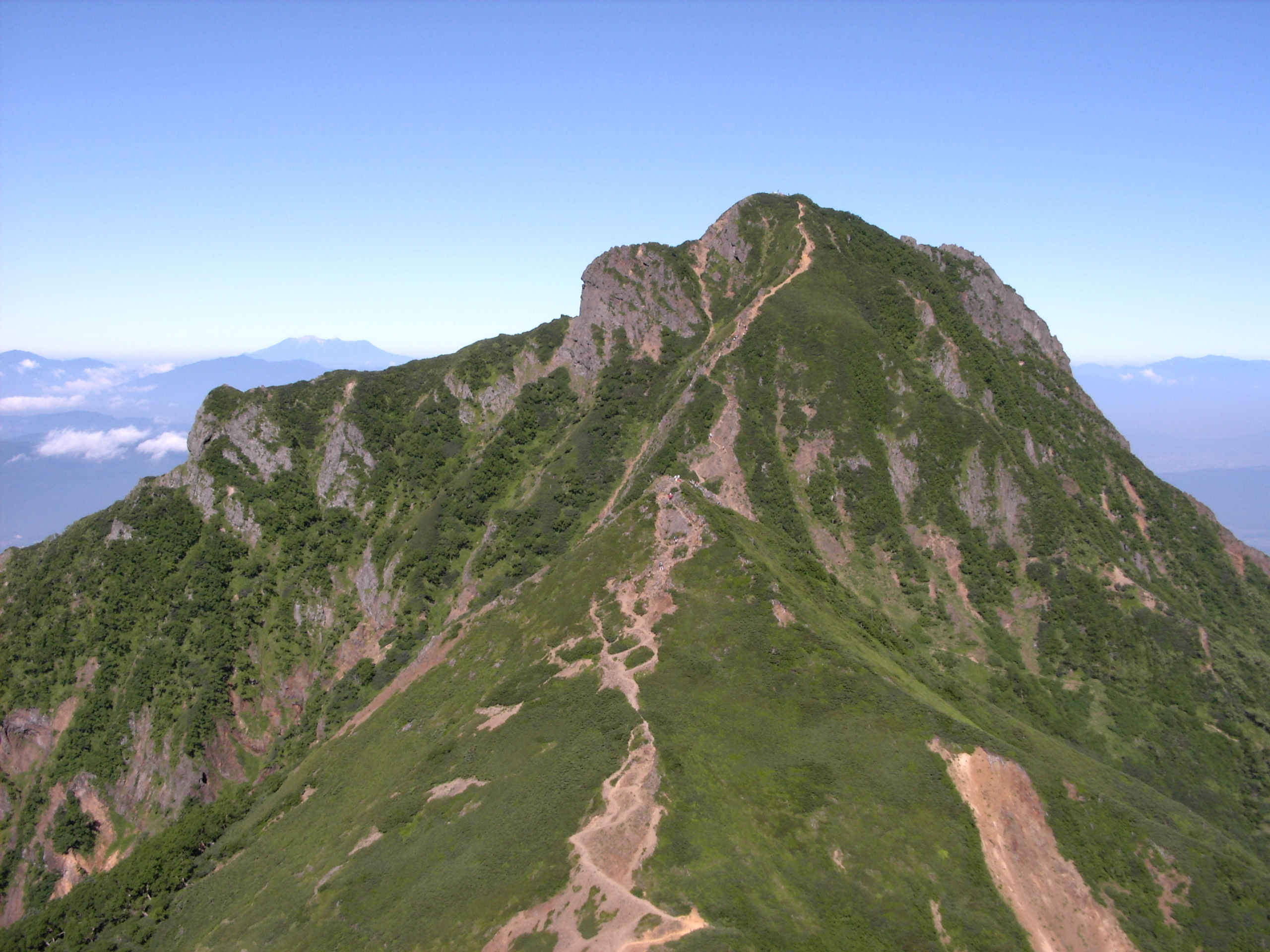
Amida-dake vom Aka-dake
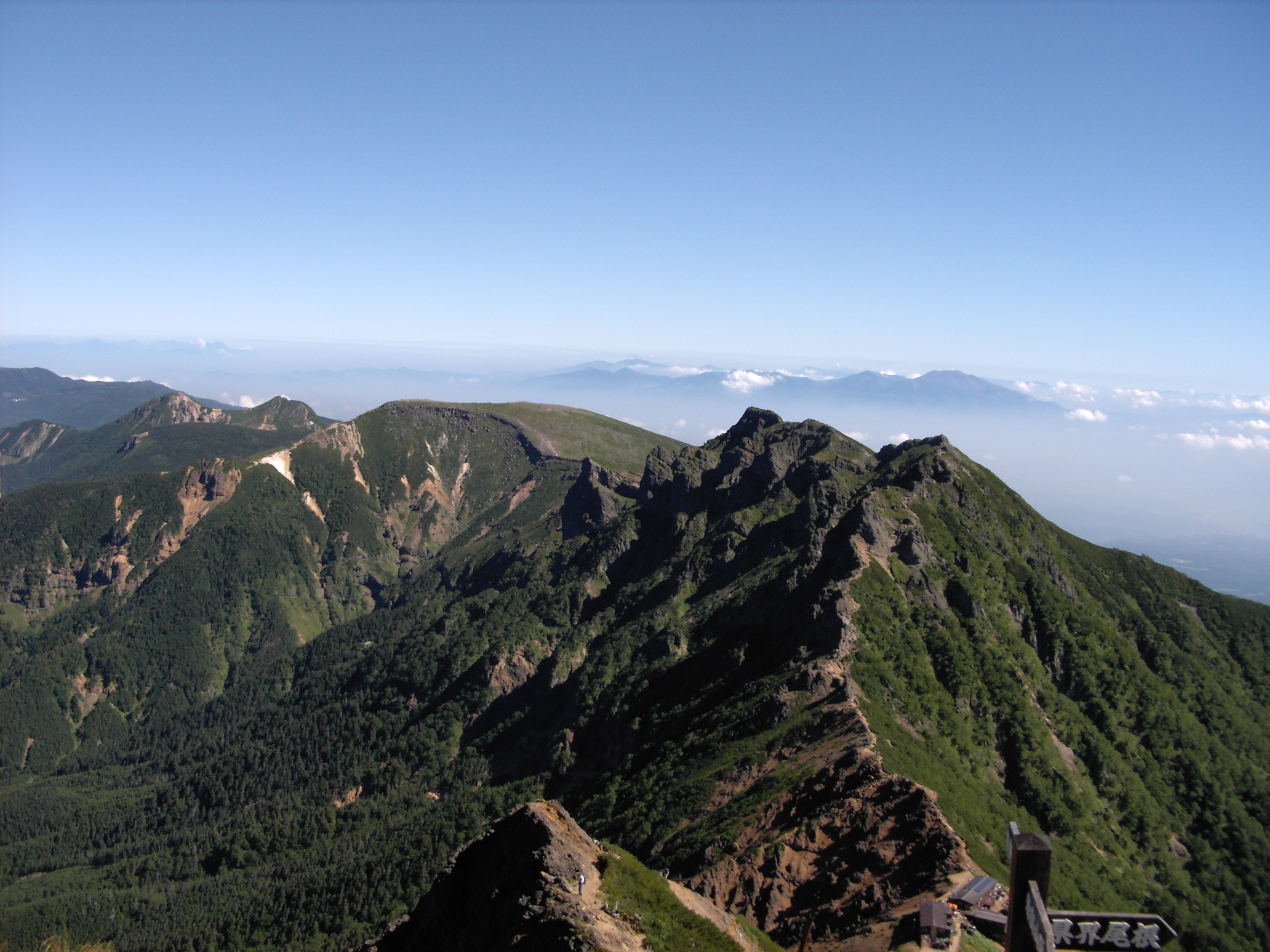
Iō-dake und Yoko-dake vom Aka-dake
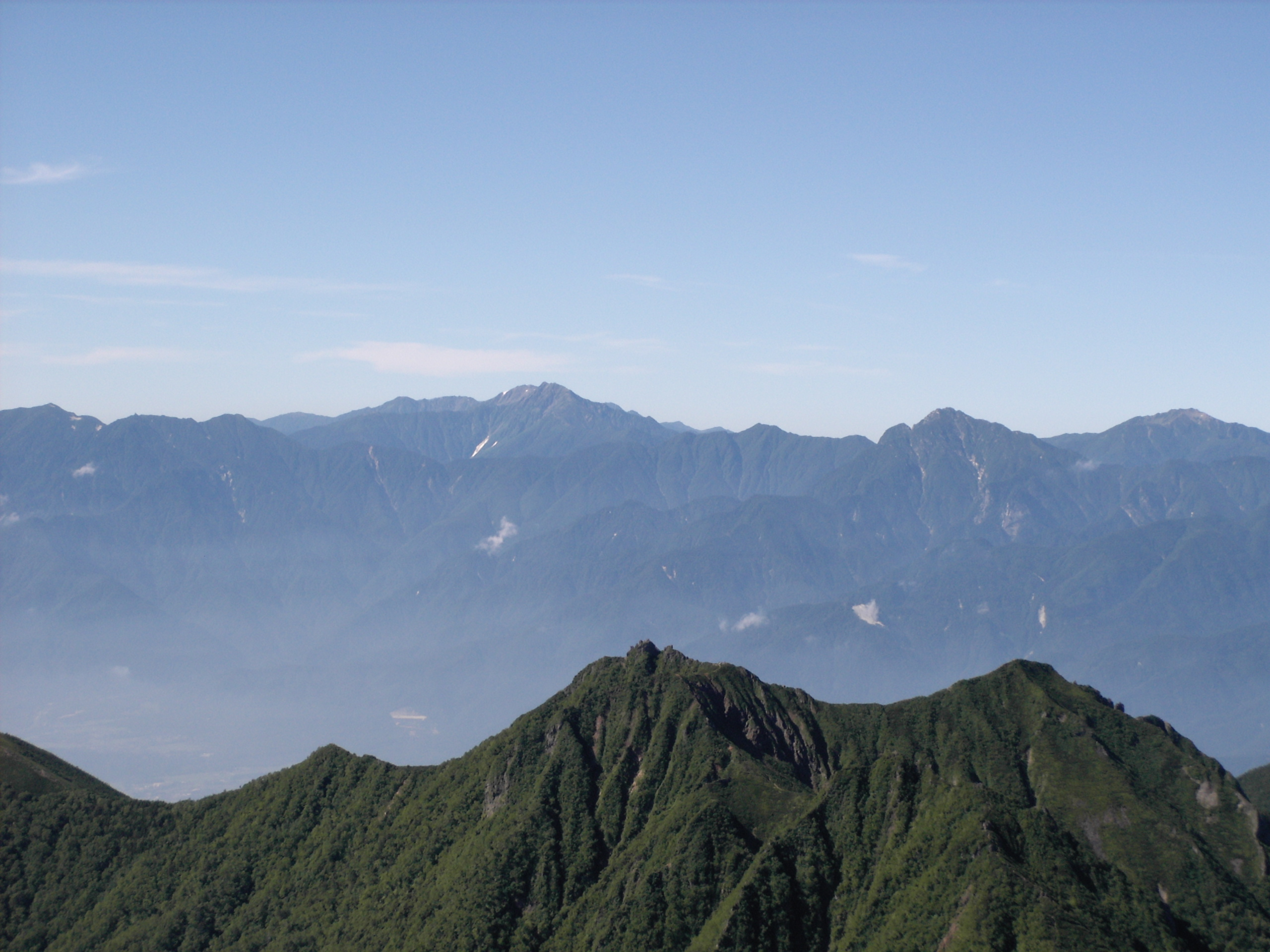
Akaishi-Gebirge vom Aka-dake
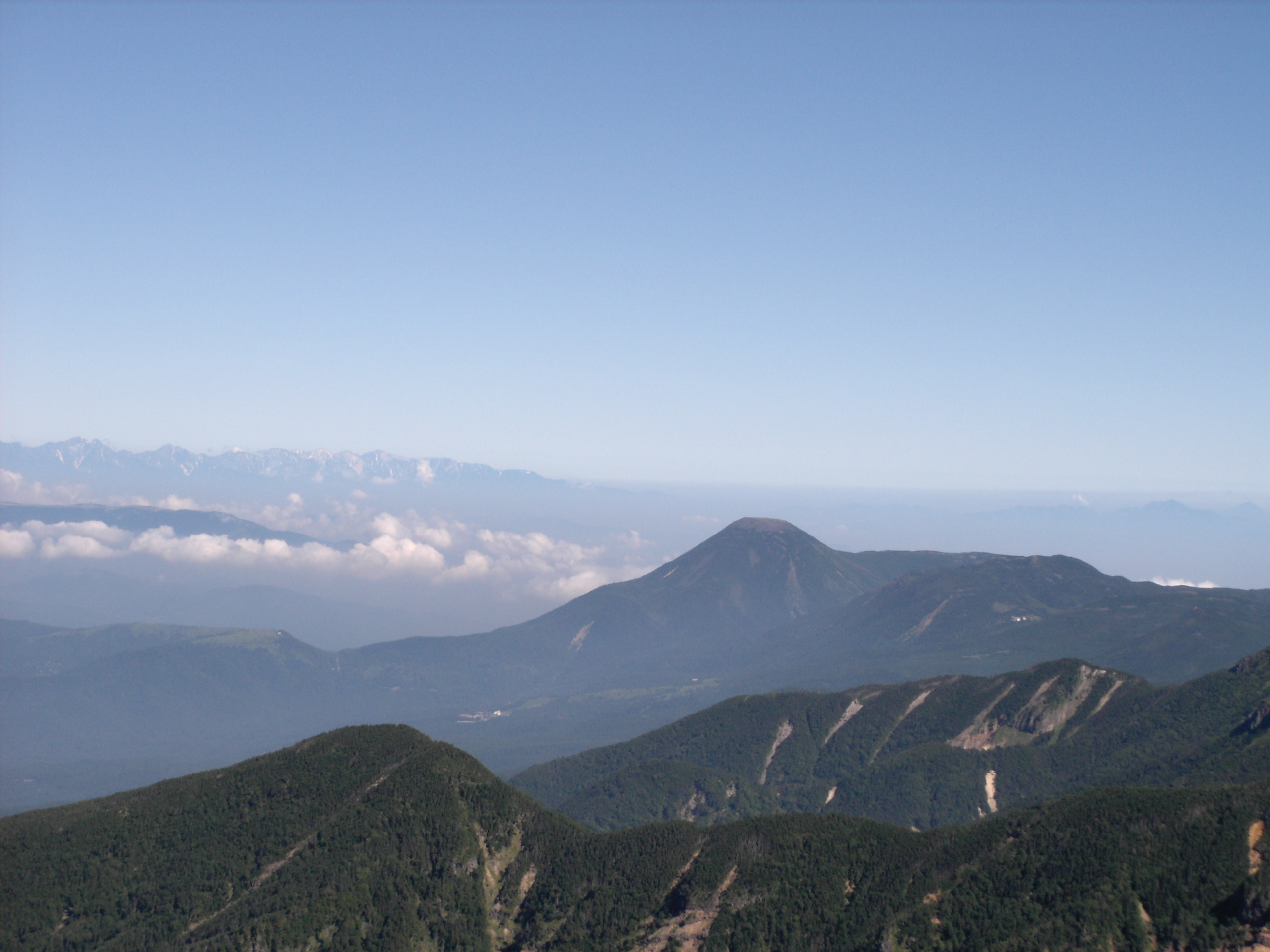
Blick auf Tateshina-yama und Hida-Gebirge vom Aka-dake
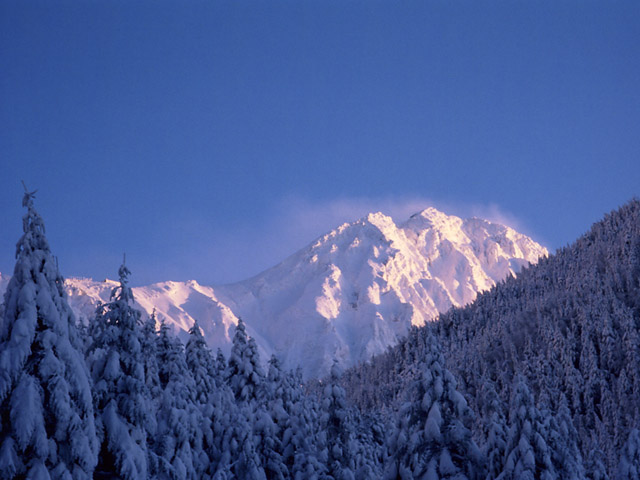
Aka-dake im Dezember